# ارکین شاگائف
ارکین شاگائف (روسی: Эркин Максудович Шагаев؛ زادهٔ ۱۲ فوریهٔ ۱۹۵۹) بازیکن واترپلو اهل اتحاد جماهیر شوروی سوسیالیستی بود.